# Cameron Winter
Cameron Winter é um músico americano que faz parte da banda de rock Geese, sendo cantor, compositor, tecladista e guitarrista. Ele lançou seu primeiro álbum solo, Heavy Metal, em 2024.

## Trabalho solo
Após alguns anos com a banda Geese, Winter fez sua estreia solo em 2024 com dois singles, "Vines" e "Take It With You", na forma de um EP intitulado Singles. Em 6 de dezembro de 2024, ele lançou seu primeiro álbum solo, Heavy Metal, com ampla aclamação da crítica. Foi nomeado um dos melhores álbuns de estreia de 2024 pela Paste e uma entrada antecipada para um dos melhores álbuns de 2025 por várias publicações, dado seu lançamento no final de 2024.

## Discografia

### Álbuns de estúdio
- Heavy Metal (2024)

### EPs
- Singles (2024)

### Singles
- "$0" (2024)